# Tofsgropspindel
Tofsgropspindel (Baryphyma gowerense) är en spindelart som först beskrevs av George Hazelwood Locket 1965.  Tofsgropspindel ingår i släktet Baryphyma och familjen täckvävarspindlar. Enligt den svenska rödlistan är arten nära hotad i Sverige. Arten förekommer i Svealand. Artens livsmiljö är våtmarker. Inga underarter finns listade i Catalogue of Life.